# الأرشيدوقة ماتيلدا
الأرشيدوقة ماتيلدا من النمسا (بالألمانية: Mathilde von Österreich) وُلدت في 25 يناير 1849، وتوفيت في 6 يونيو 1867، وكانت ابنة الأرشيدوق ألبرشت، دوق تيشن، وأميرة من بيت هابسبورغ النمساوي. تنتمي إلى واحدة من أعرق الأسر الملكية في أوروبا.

## الحياة
وُلدت ماتيلدا في فيينا، وكانت أصغر بنات الأرشيدوق ألبرشت، القائد الأعلى للجيش النمساوي، وزوجته هنرييتا من ناساو فيلبورغ. بصفتها فردًا من أسرة هابسبورغ، نشأت في بيئة ملكية محافظة وشديدة الالتزام بالبروتوكولات الملكية.

## الخطوبة المخططة
كان من المقرر أن تتزوج ماتيلدا من ولي عهد إيطاليا أومبرتو الأول، وهو ابن الملك فيكتور إيمانويل الثاني، كجزء من خطة لتحسين العلاقات المتوترة بين النمسا وإيطاليا. ومع ذلك، لم يتم إتمام الزواج بسبب وفاتها المبكرة والمأساوية.

## الوفاة
في 6 يونيو 1867، لقيت ماتيلدا حتفها في حادث مأساوي أثناء وجودها في قصر هيتزينغ بالقرب من فيينا. كانت ترتدي ثوبًا من التول، وهو قماش سريع الاشتعال، وأشعلت سيجارة خلف ظهر والدها الذي كان يرفض تدخين النساء. اشتعلت النار في ثوبها بسرعة بسبب عود الثقاب، وتوفيت بعد ساعات متأثرة بجروحها.

## الدفن
دُفنت الأرشيدوقة ماتيلدا في سراديب كابوتشين بفيينا، وهو المكان التقليدي لدفن أفراد أسرة هابسبورغ الإمبراطورية.

## في الثقافة
أثارت وفاتها تعاطفًا كبيرًا في أنحاء أوروبا، وأصبحت قصتها تُستحضر كرمز للمأساة داخل الأسر المالكة. وقد وثق الحادث المؤلم في عدد من الرسوم والمراسلات المعاصرة.